# デイヴ・スミス・インスツルメンツ
デイブ・スミス・インスツルメンツ は アメリカの会社で、カリフォルニア州サンフランシスコで電子楽器を製造している。シーケンシャル・サーキット社の設立者であり、プロフェット-5のデザイナーであり、MIDI考案者の1人である デイブ・スミスにより2002年に設立された。

## 歴史
デイブ・スミス・インスツルメンツの最初の製品はエボルバーシリーズであった。1986年にシーケンシャルサーキットから発売されたProphet-VSに収録されていたデジタル波形をベースにした、デジタルアナログハイブリッドシンセサイザーであった。最初はモノフォニック版が、次いで4ボイスポリフォニック版のポリエボルバーが発売された。2007年にはプロフェットの商標を取り戻し、8ボイスアナログシンセサイザーのプロフェット'08を発売した。デイブ・スミス氏サイン入りの限定版も販売された。プロフェット'08は当初すべてのツマミがロータリーエンコーダーであったが、数値の読み取り不良や逆流などのトラブルが多発、対策として一般的な可変抵抗器を採用したPE（ポットエディション）に置き換えられた。既存ユーザーには有償で基板交換サービスが行われた他、ハンダ付けの技術を要するが、ユーザーが自ら基板交換できるキットも提供した。
2009年には、ロジャー・リン氏（世界初のデジタルドラムマシンであるリンドラムの開発者として知られる）との協業が発表された。2011年にアナログ・デジタルハイブリッドドラムマシンのテンペストが発表され、2012年1月のNAMMショーで公開された。
2009～2012年にかけては廉価帯の製品に注力し、プロフェット'08の回路を流用したモノフォニックデスクトップシンセサイザーのモフォや、鍵盤バージョンのモフォキーボード、4ボイスポリフォニック版のテトラ4やモフォX4を発売した。2013年には12ボイスのデジタルアナログハイブリッドシンセサイザーであるプロフェット12を発売した。2014年はプロフェット12のモノフォニック版であるPRO2、及びユーロラックモジュールを発売した。
2015年、ヤマハからシーケンシャルの商標が返還され、アナログシンセサイザーのシーケンシャル・プロフェット6を発売した。 2016年、 トム・オーバーハイム氏と協業したOB-6を発売した。2017年、プロフェット'08の改良型であるプロフェットREV2を発売した。2018年、大容量PCMシンセサイザーのプロフェットXを発売した。
パイオニアDJとも協業しており、シーケンサー付モノフォニックシンセサイザーのTORAIZ AS-1ではプロフェット6の技術を利用した音源を提供、サンプラーのTORAIZ SP-16ではフィルター部分を担当している。
2018年夏に社名をSEQUENTIALに変更、Dave Smith Intrumentsの社名は消滅した。

## 製品
- 2002年 エボルバー –テーブルトップ型モノフォニックアナログ/デジタルハイブリッドシンセサイザーモジュール
- 2004年 ポリエボルバー –4ボイスアナログ/デジタルシンセサイザーモジュール
- 2005年 ポリエボルバーキーボード –4ボイスアナログ/デジタルキーボードシンセサイザー
- 2006年 エボルバーキーボード –モノフォニックアナログ/デジタルキーボードシンセサイザー
- 2007年 プロフェット'08 –8ボイスアナログシンセサイザーキーボード
- 2008年 プロフェット'08デスクトップ –テーブルトップ型8ボイスアナログシンセサイザー
- 2009年 モフォ –テーブルトップ型モノフォニックアナログシンセサイザーモジュール
- 2009年 テトラ –4ボイスポリフォニックアナログシンセサイザーモジュール
- 2010年 モフォキーボード –モノフォニックキーボードシンセサイザー
- 2011年 テンペスト –アナログデジタルハイブリッドドラムマシン
- 2012年 モフォX4 –4ボイスアナログシンセサイザーキーボード
- 2013年 プロフェット12 –12ボイスアナログデジタルハイブリッドシンセサイザーキーボード
- 2013年 モフォSE –モノフォニックアナログキーボードシンセサイザーの改良型
- 2014年 プロフェット12デスクトップ –プロフェット12のテーブルトップ版
- 2014年 Pro2 –プロフェット12のモノフォニック版。デジタルアナログハイブリッドシンセサイザー
- 2014年 デイブ・スミス・モジュラー – ユーロラックモジュールとしてVCFユニットとビットクラッシャーユニットが発売された。
- 2015年 シーケンシャル・プロフェット6 –6ボイスアナログシンセサイザキーボード。
- 2015年 プロフェット6デスクトップ –プロフェット6のデスクトップ版
- 2016年 OB-6 –6ボイスアナログシンセサイザー
- 2016年 OB-6デスクトップ –OB-6のデスクトップ版
- 2017年 プロフェットREV2 -8または16ボイスアナログシンセサイザー。プロフェット'08の改良後継モデル。
- 2018年 シーケンシャル・プロフェットX -8ボイスステレオまたは16ボイスモノラルのPCMベースのデジタルアナログハイブリッドシンセサイザー。

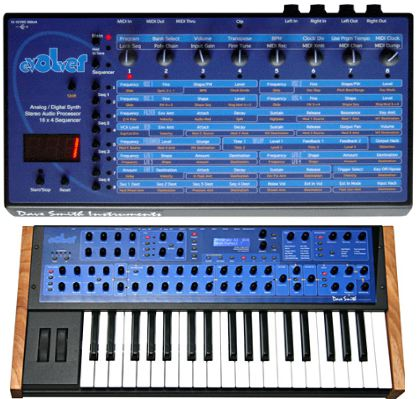
Evolver (2002) / Evolver Keyboard (2003)
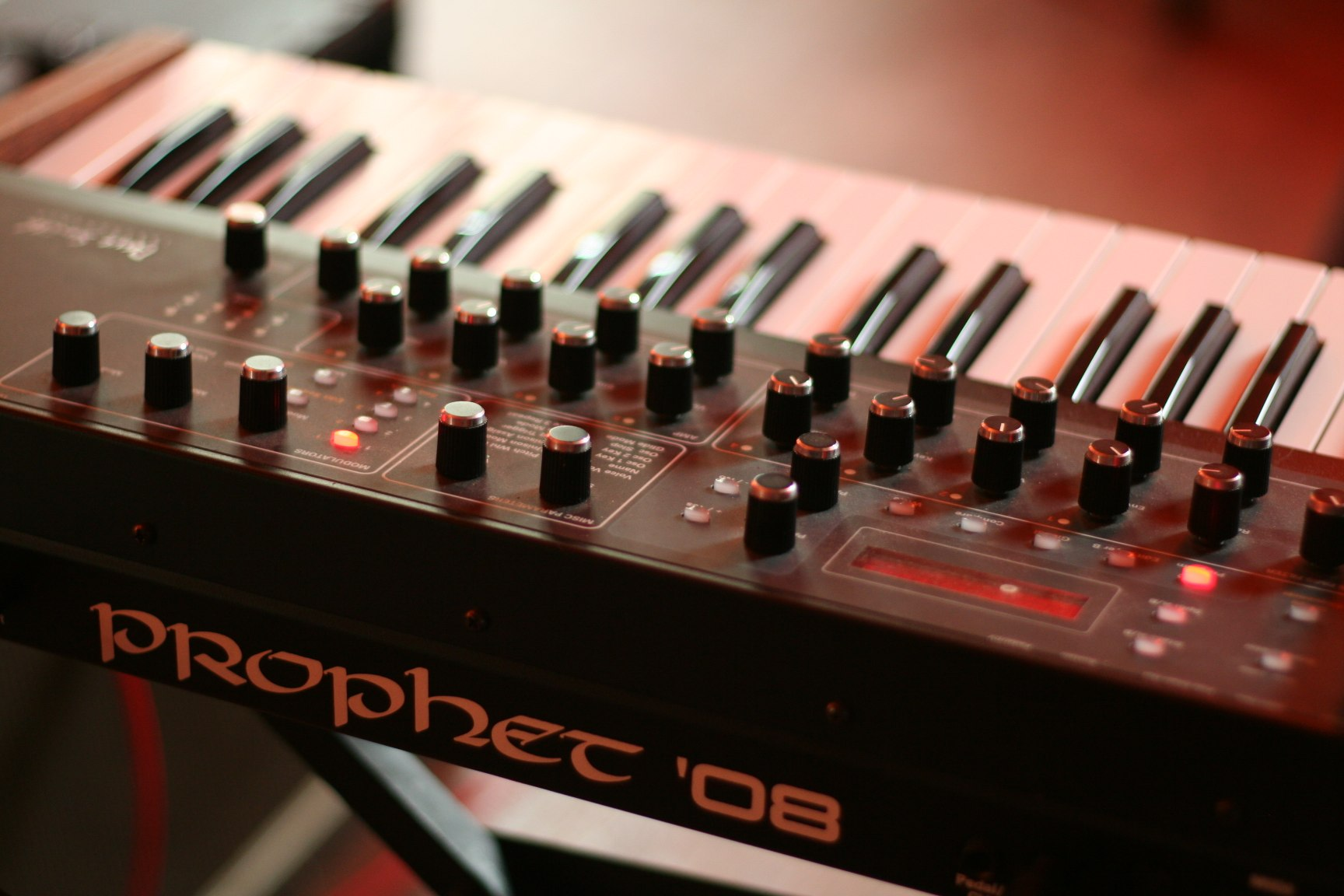
プロフェット'08
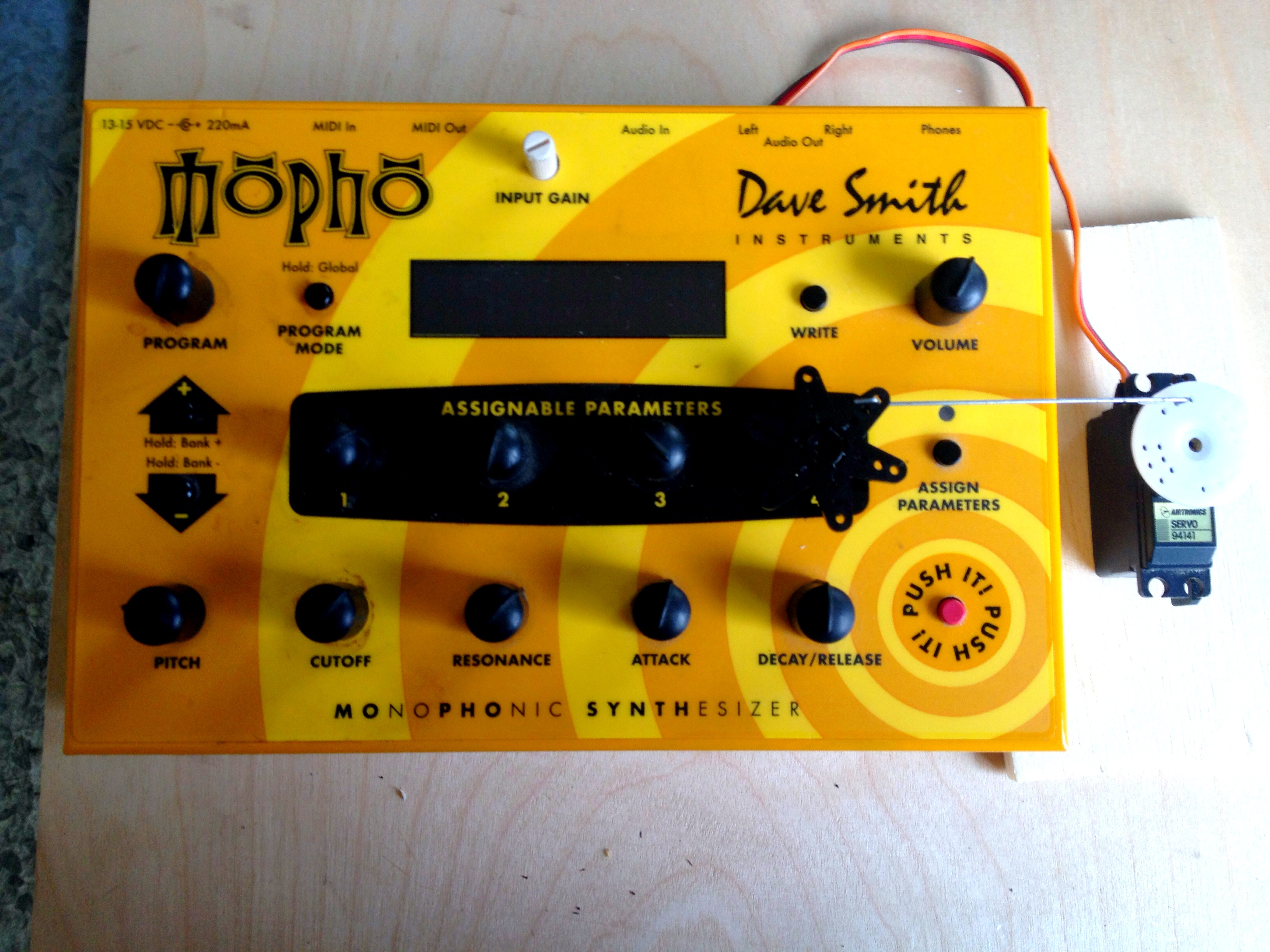
モフォ
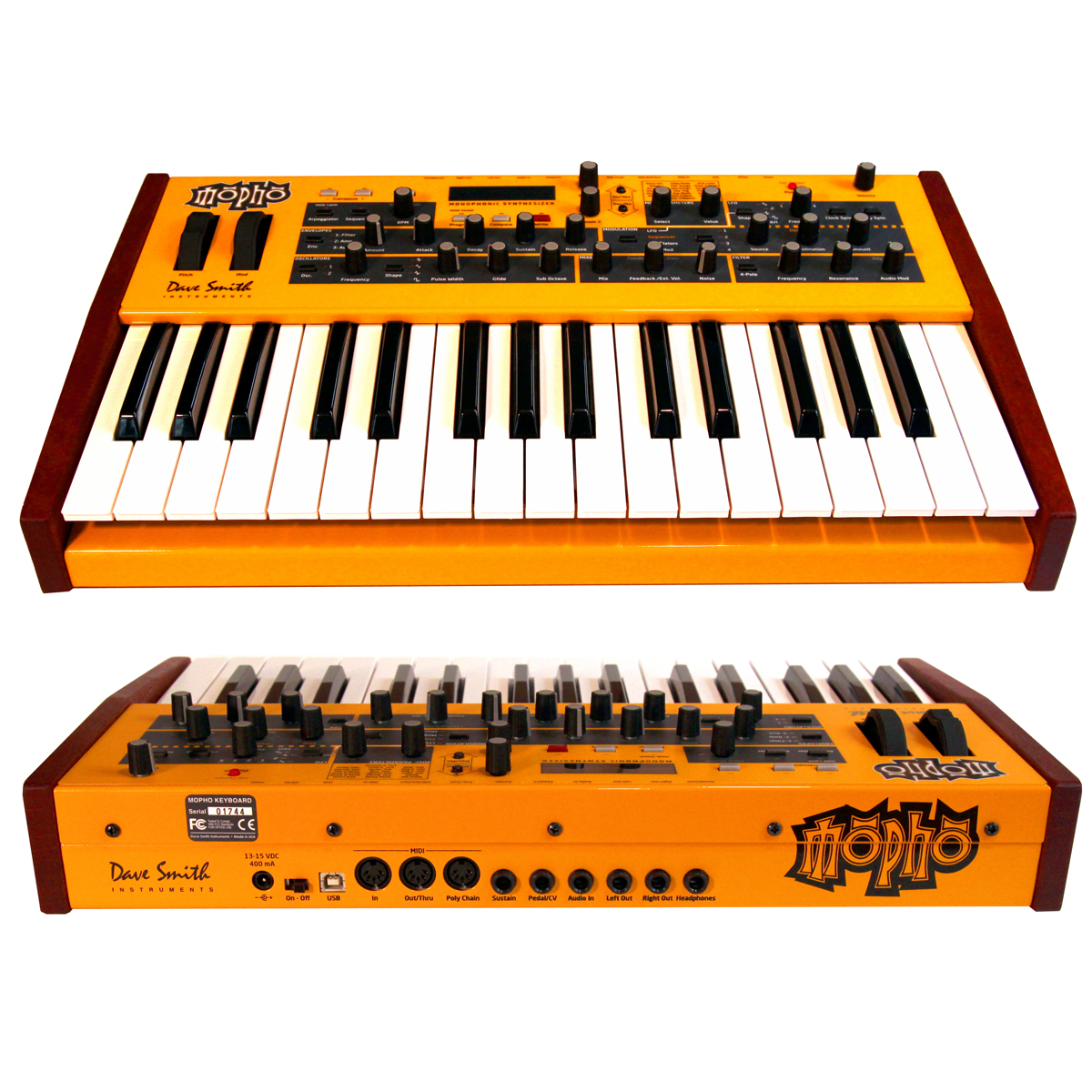
モフォキーボード
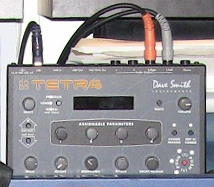
テトラ4
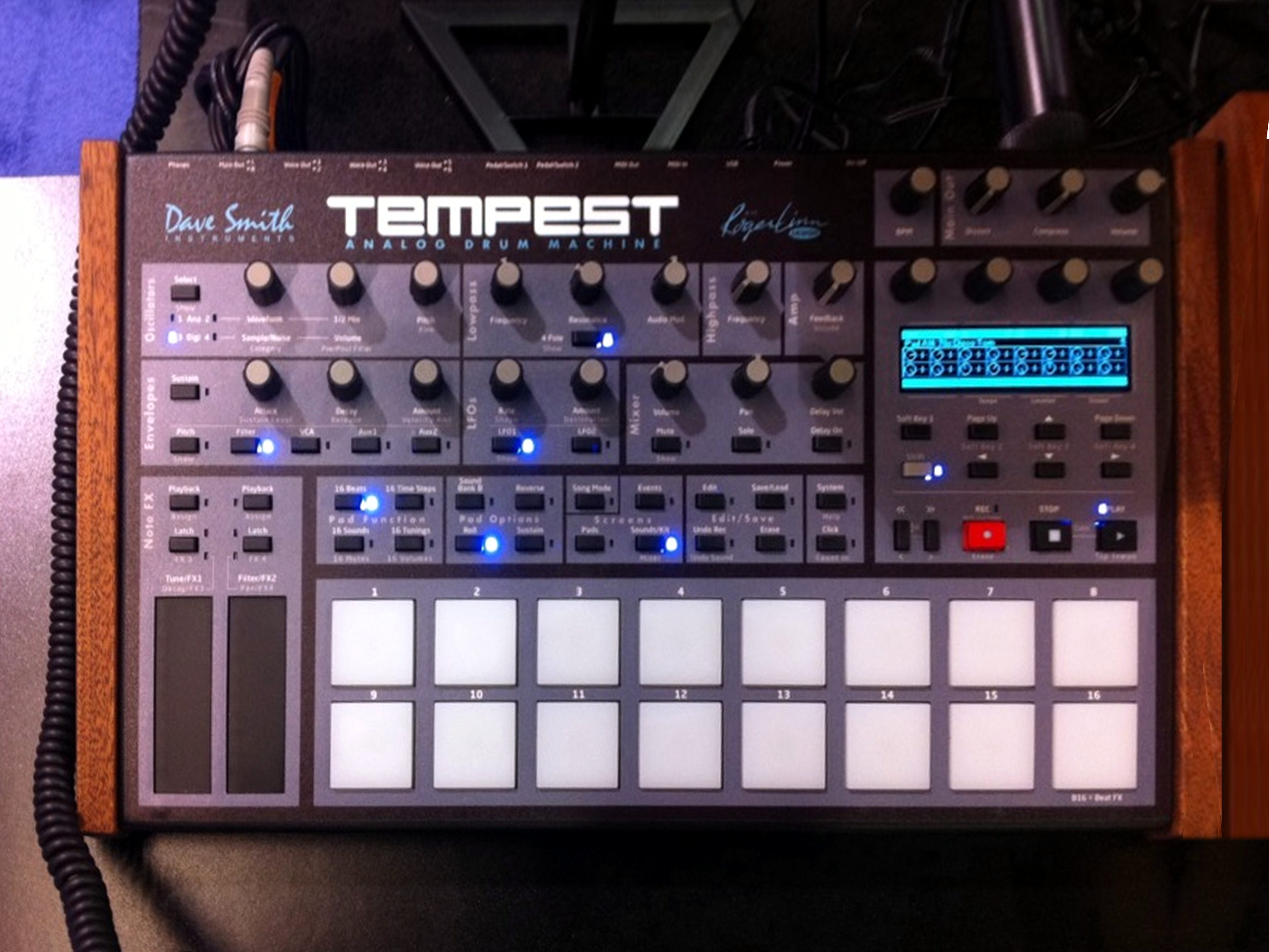
テンペスト
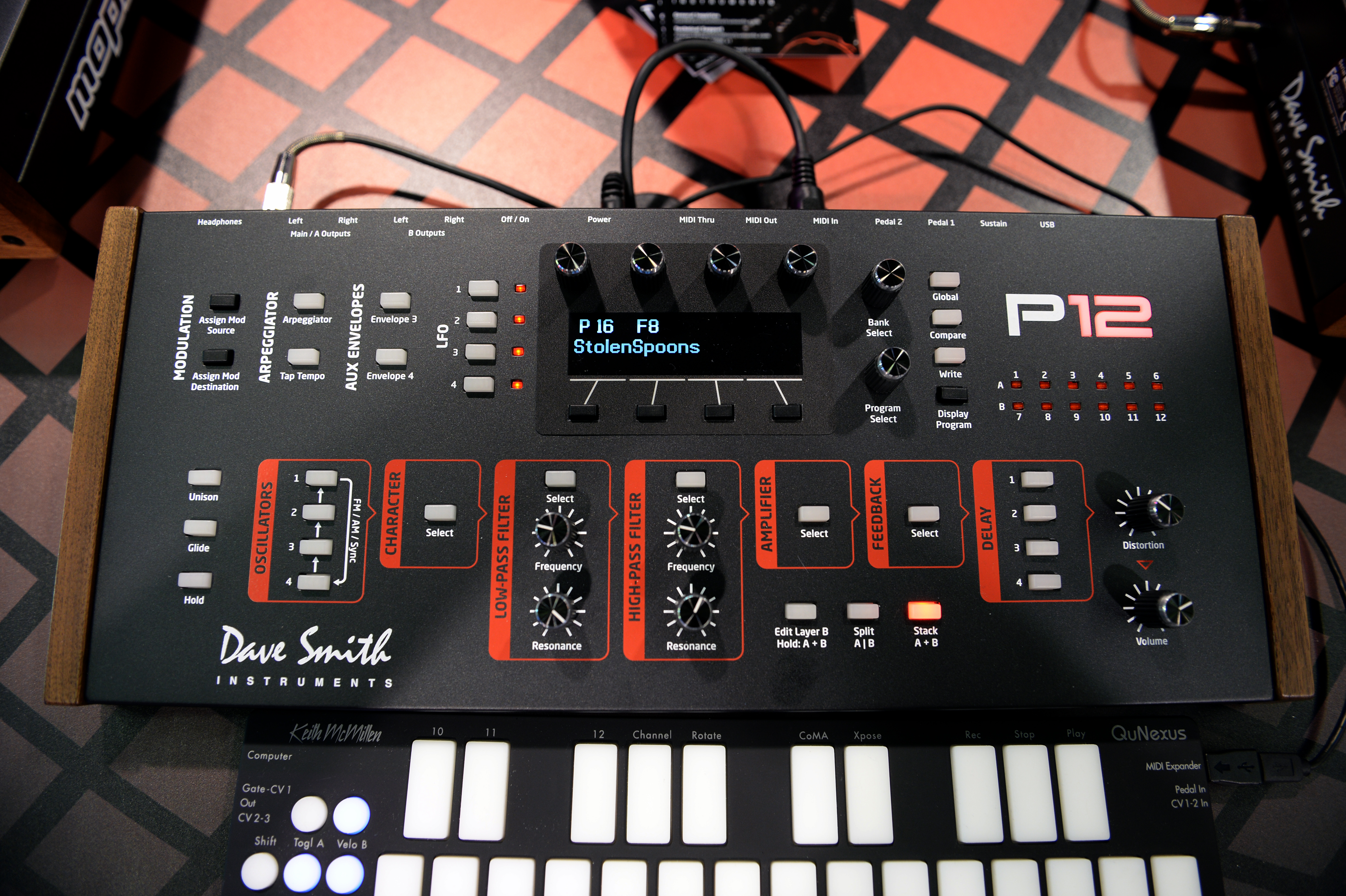
プロフェット12デスクトップ
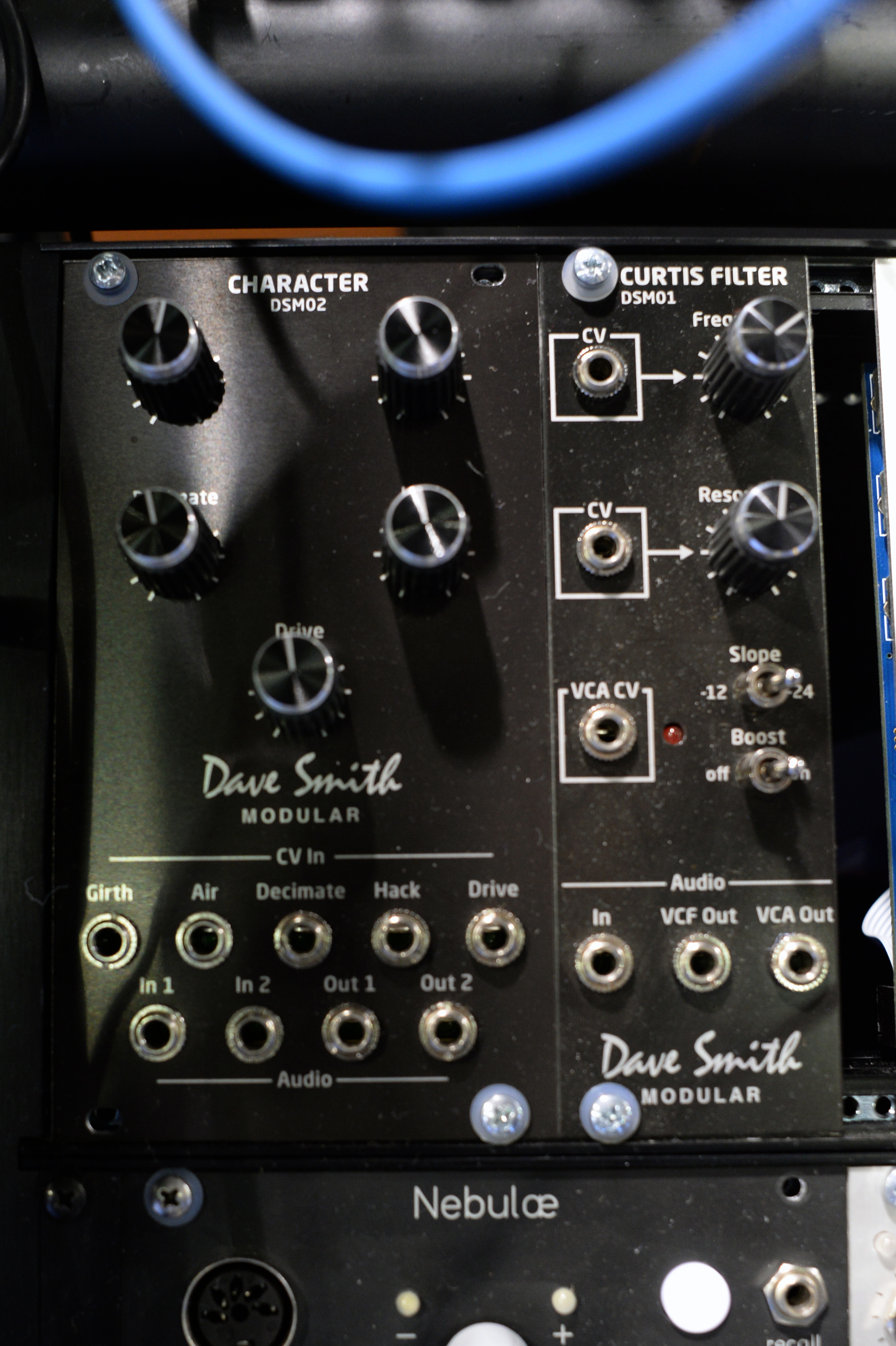
デイブ・スミス・モジュラー
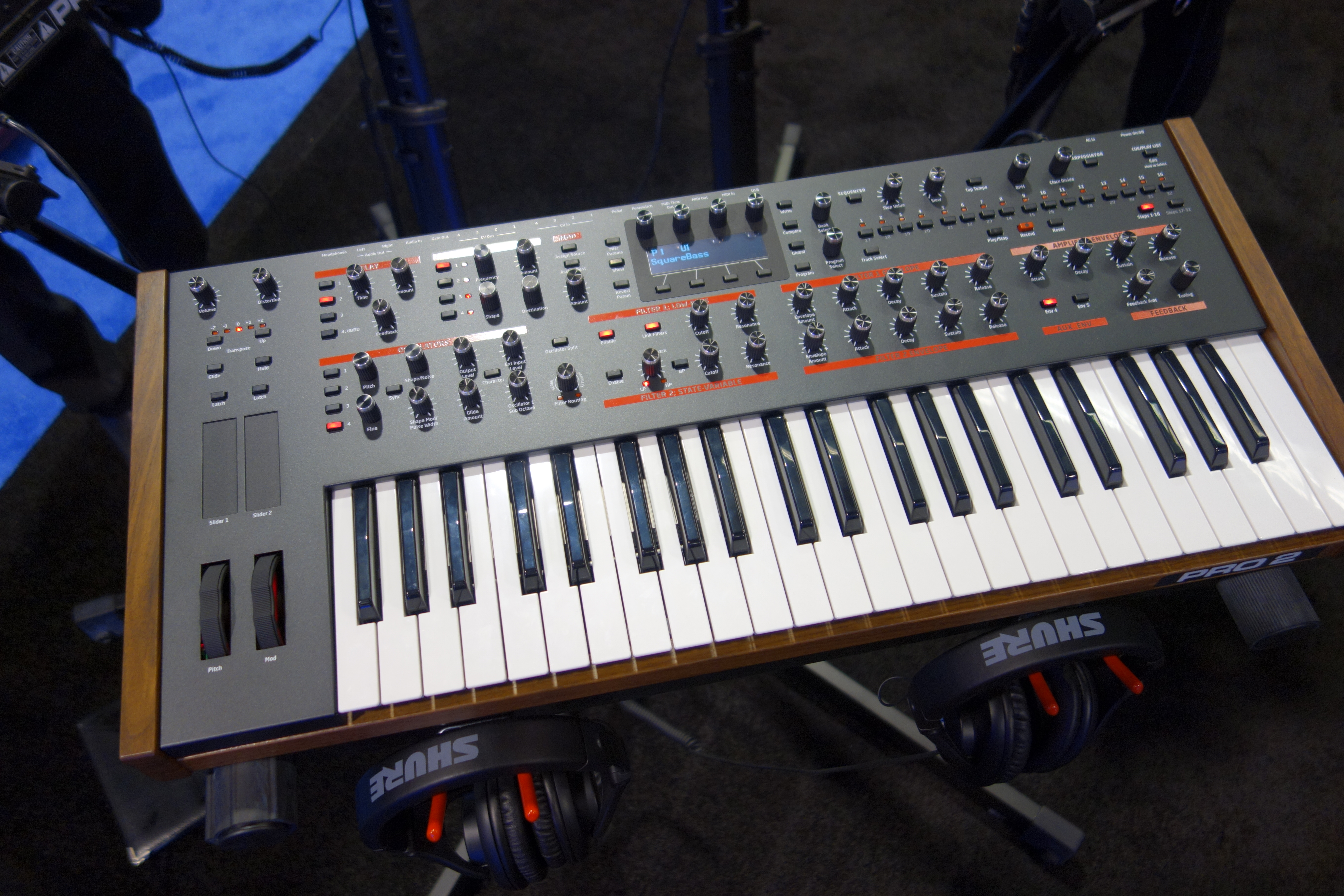
PRO2
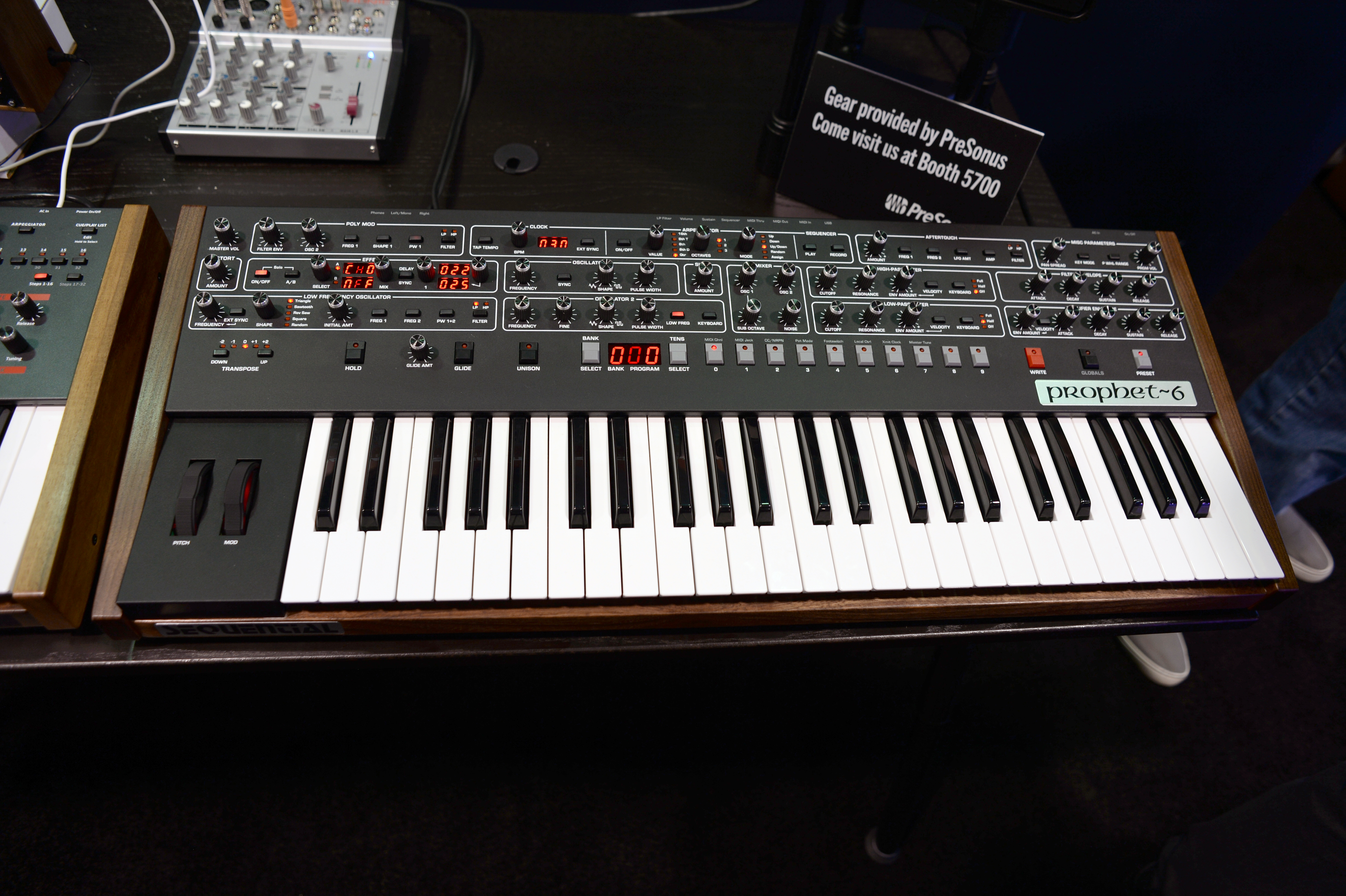
プロフェット6